# Citroën 2CV
Citroën 2CV byl malý cenově dostupný osobní automobil vyráběný značkou Citroën ve Francii v letech 1948–1990. Lidově je zvaný Kachna, Kačena i Kachnička – dle naklánění vozu ze strany na stranu při jízdě po nerovnostech působením značně měkkého odpružení, nebo zpočátku slimák.
Název 2CV je zkratka pro Deux chevaux [dö švó], „dva koně“ a označuje výkon motoru, který auto řadil do nízké daňové třídy.

## Důležitost
Ameriku „postavil na kola“ Ford T, Velkou Británii Mini, západní Německo VW Brouk, Východní Německo Trabant, Itálii Fiat 500 a ve Francii tuto práci odvedl Citroën 2CV.

## Historie

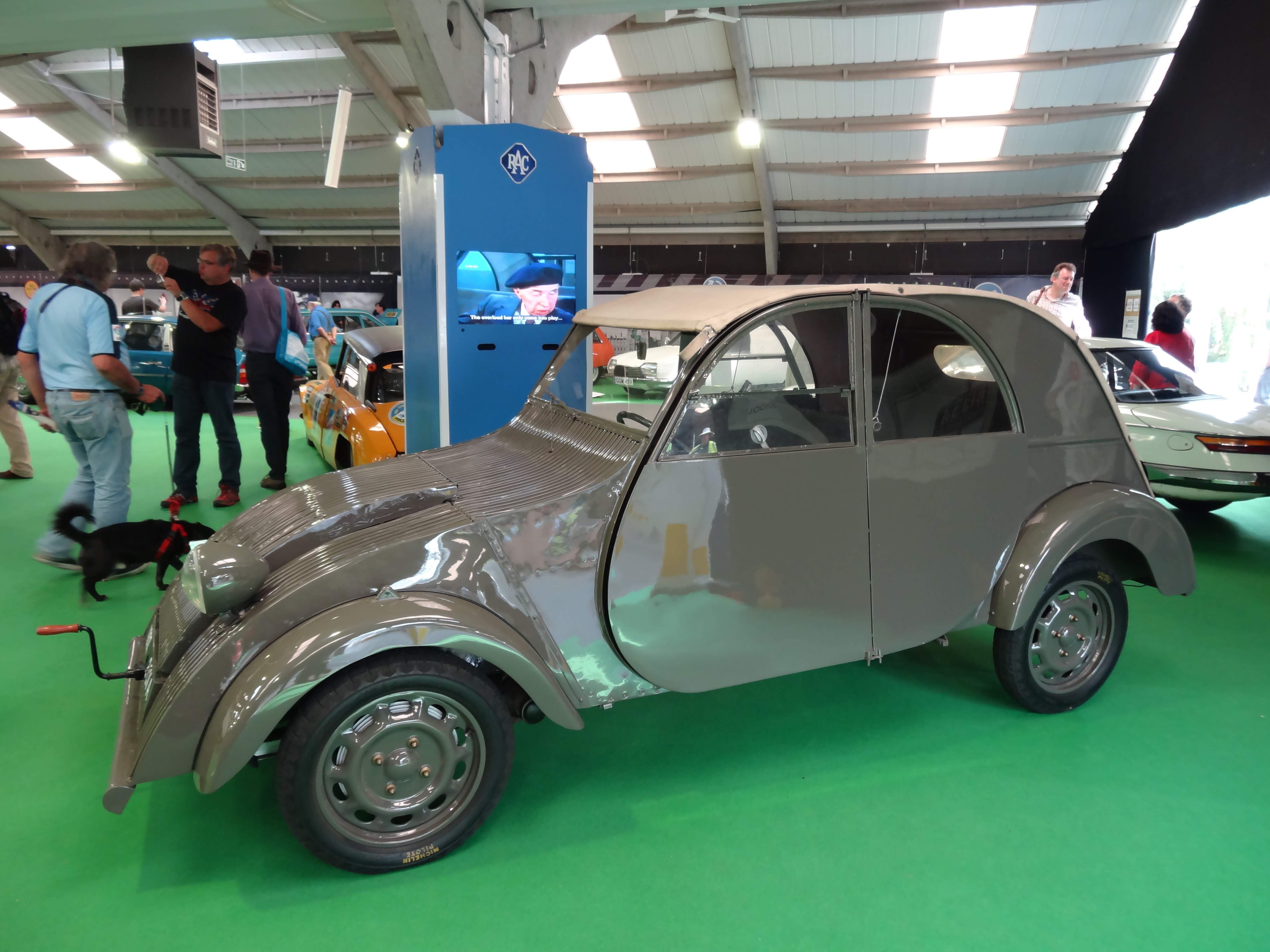
Prototyp 1939

V polovině 30. let začala příprava široce dostupných vozů v Itálii (Fiat Topolino), Německu (Volkswagen) i Francii. Konstruktéři Citroën měli vyvinout vozidlo schopné převést 4 venkovany v dřevácích se slamáky na hlavě, 50 kg pytlem brambor a ošatkou vajec na trh přes zorané pole, aniž by se jediné vejce rozbilo. Vůz měl být velmi jednoduchý bez zřetele na vzhled, snadno ovladatelný ženami i začátečníky, s rychlostí 60 km/h a spotřebou jen 3 litry benzínu na 100 km.

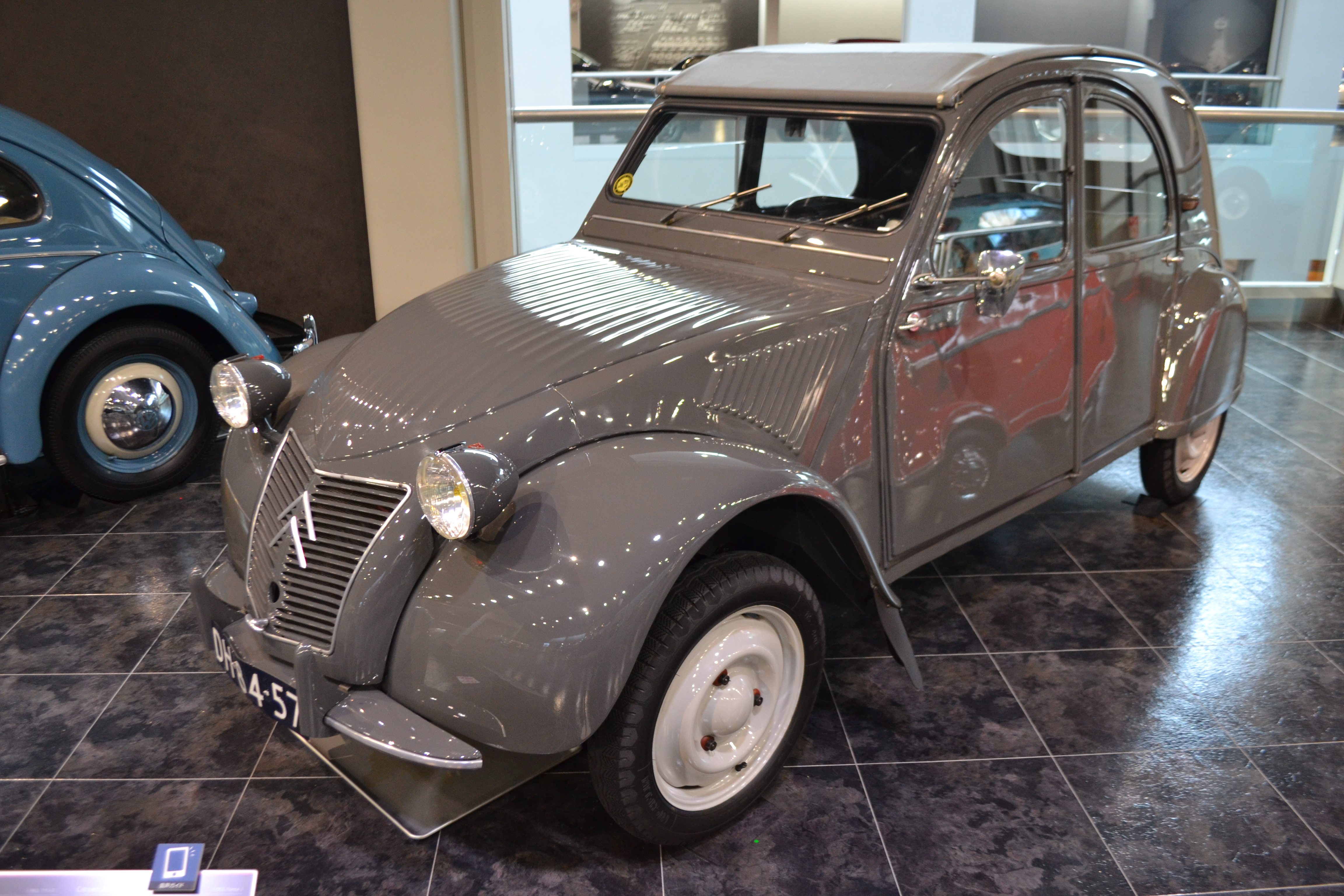
Citroën 2CV let 1949–1959

Představení novinky na Pařížském autosalonu 2. října 1939 se nekonalo – po napadení Polska 1. září 1939 byl zrušen. Z 250 funkčních prototypů se většina zničila, aby nepadla do rukou Němců okupujících Francii. Měly lehkou karoserii z velmi tenkého, částečně vlnitého hliníkového plechu na podvozkovém rámu. Osazeny byly malým vodou chlazeným dvouválcovým motorem boxer zdvihového objemu 375 cm³, který poháněl přední kola. Zachovaly se 4 exempláře.

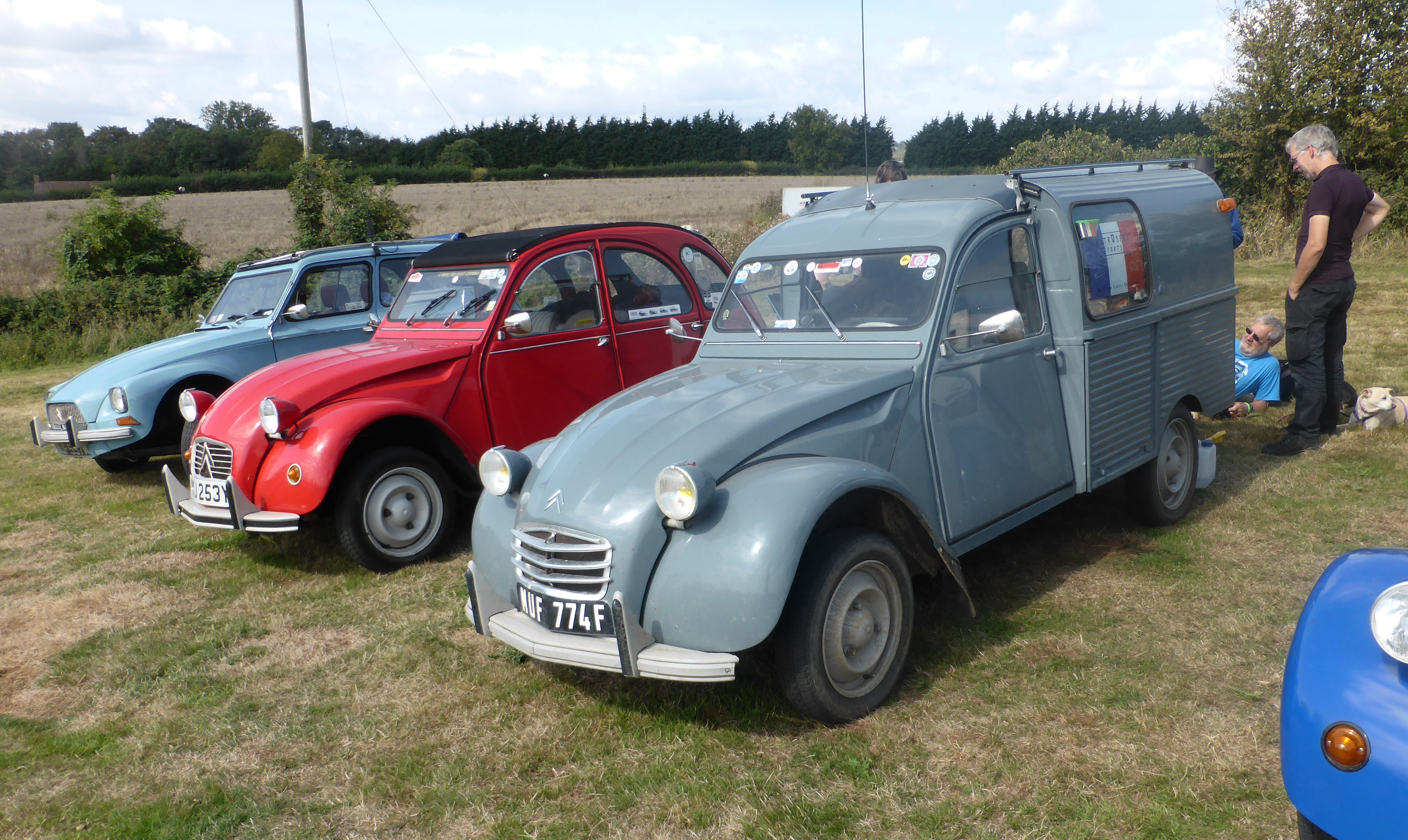
Fourgonnette před osobním 2CV a možným nástupcem Dyane

Sériově vyráběný Citroën 2CV byl představen na autosalónu v Paříži 7. října 1948. Měl karoserii z ocelového plechu a pro zamezení problémů se zamrzáním vody motor chlazený vzduchem. O pomalý vůz s přezdívkou slimák byl neúměrný zájem – po omezeních válkou se na něj čekalo až 2 roky. V roce 1951 přibyla užitková verze Fourgonnette. Od roku 1952 začal vývoz, nejprve do Nizozemska.
Vozidlo bylo dosti levné. Například rychloměr se původně nacházel za dolním rohem čelního skla a zároveň sloužil k ovládání stěračů. Až od roku 1961 se přesunul a stěrače získaly své vlastní elektromotory. V tomto roce se také objevil palivoměr – do té doby sloužila měřící tyčinka vkládaná do nádrže.
Do roku 1968 bylo prodáno 2 a půl milionu vozů. O jeho nadčasové koncepci svědčí, že zásadnější změnou prošel až v sedmdesátých letech 20. století. Oficiálně byla výroba ukončena 27. července 1990. Celkově bylo vyrobeno přes 5 milionů 2CV. V Argentině byl s úpravami vyráběn pod názvem 3CV v sedmdesátých letech.

### 2CV Sahara
Zajímavým typem byl 2CV Sahara, měl dva motory jednoduše zajišťující pohon 4×4. Jeden byl u přední a druhý u zadní nápravy a mohly vůz pohánět i osamoceně. Představen byl v březnu 1958 a byl určen pro francouzské naftaře pracující v Africe. Překonal stoupání 40 % a jel rychlostí až 100 km/h. Navázal na něj Citroën Méhari, doslovně Citroën Dyane Méhari, nejvíce v provedení 4×4.

## Nástupci
Jak začala poválečná Francie prosperovat, okamžitě nastala potřeba zdokonalení a vylepšení tohoto malého vozu.
Z 2CV postupně vznikl model Ami, a Dyane, který měl 2CV případně nahradit. Používaly motor stejné stavby, ale objemu 602 cm³, který později obdržel i 2CV se zesílením podvozku a svého nástupce přežil o sedm let. Byl také nemoderní, ale lehčí, levnější a se stejným motorem úspornější i dynamičtější. Francouzům v roli obyčejného vozu stále vyhovoval. Přestože byl dražší než ze socialistického Československa velmi levně – jako zdroj nedostatečných západních valut, dovážené vozy nižší střední třídy Škoda 742 s motorem vzadu.

## Zajímavosti

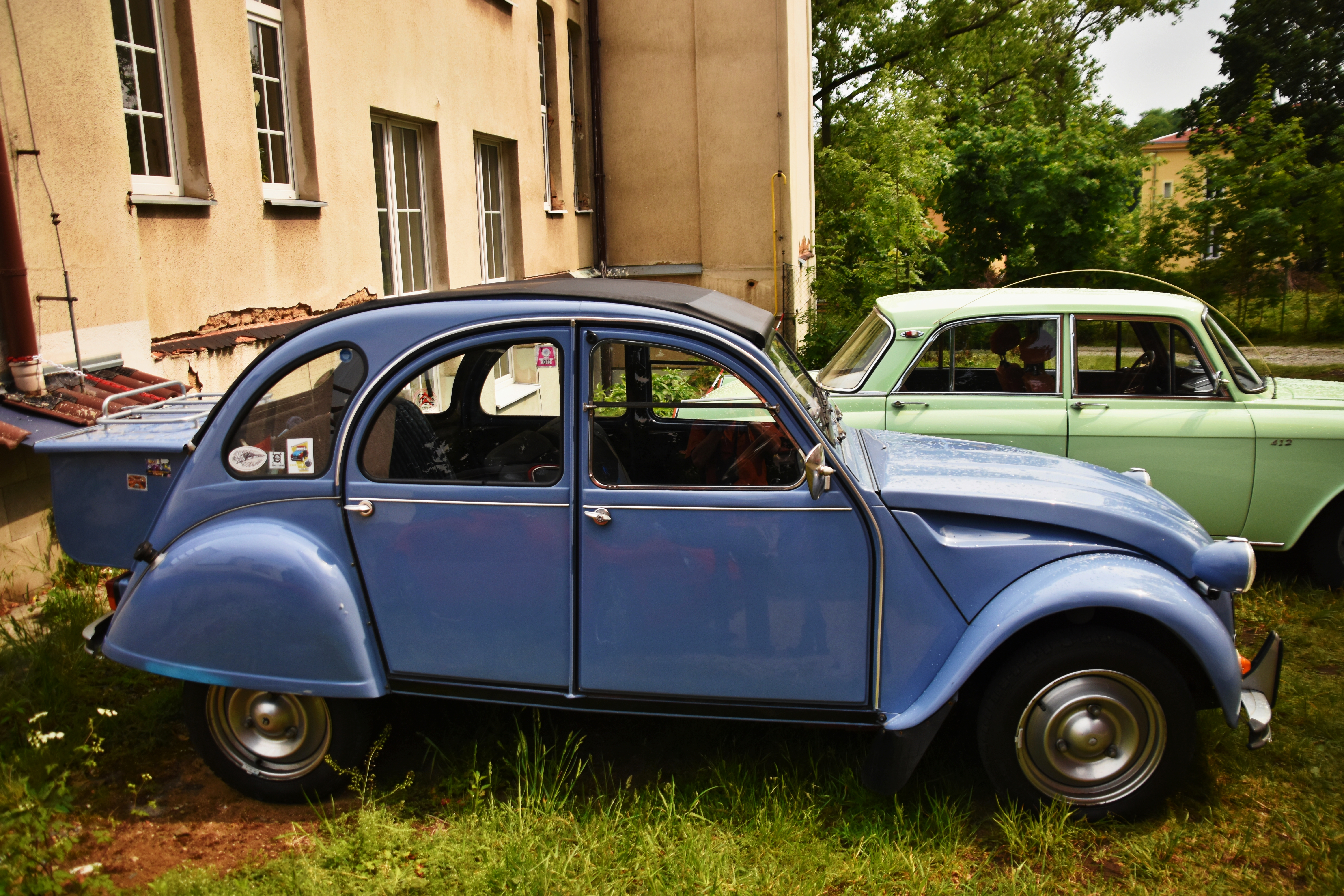
Citroën 2CV 6

Citroën 2CV si zahrál i v několika filmech. V sérii o četníkovi ze Saint Tropez jako vozidlo jeptišky a v bondovce Jen pro tvé oči jako vozidlo Bond girl Meliny Havelockové. Hrál též v českém filmu Bobule.
Automobil má zvláštní systém odpružení. Vodící přední rameno a vlečené zadní rameno jsou propojeny napínacími tyčemi se spirálovými pružinami uprostřed podvozku.
V Česku jsou majitelé a příznivci vozů na bázi Citroënu 2CV sdruženi v 2CV Club v Jesenici u Prahy.

## Možný návrat
V poslední době Citroën vážně uvažuje o výrobě nové, zdokonalené verze typu 2CV. Kachní prvky sice nese design obou generací modelu C3, ale to jsou spíše produkty pro sériový konkurenční prodej. Což nejspíše retro nástupce Kachny nebude. Citroën považuje za nástupce Kachny model C3 Pluriel, produkovaný od roku 2003, který nabízí v podstatě 4 vozy v jednom – kabriolet, polokabriolet, 3 dveřový hatchback a dokonce pick-up. První možný vzhled vymysleli tři francouzští studenti. „Kachnička“ podle jejich návrhu neztratí nic ze svého charakterního vzhledu, bude se však jednat o moderní auto. Podobnou změnou v roce 1998 prošel i podobně populární VW Brouk, který dostal retro nástupce s technikou modelu Golf IV pod jménem New Beetle. V roce 2007 se do stejného „pokusu“ pustiti i u FIATu se vzkříšením modelu 500.

## Technická data

### Původní motor
- objem motoru – 375 cm³
- výkon – 6,6 kW při 3500 otáčkách za minutu
- maximální rychlost – 65 km/h
- spotřeba 4-5 litrů na 100 km

### Motor1954
- 425 cm³
- 9,2 kW
- 70 km/h
- od roku 1961
- 10,3 kW
- 80 km/h

### Motor1968
- 425 cm³
- 12,1 kW
- 96 km/h
- spotřeba 5 litrů na 100 km

### Motory1970
2CV 4
- 435 cm³
- 17,5 kW
- 102 km/h

2CV 6
- 602 cm³
- 20,6 kW
- 110 km/h

### České a slovenské kluby
- 2CV Club CZ
- Nezávislý 2CV Klub Praha
- 2CV – Klub Louny
- Citroën 2 CV Club Slovakia
- 1. Citroën club Praha Archivováno 13. 6. 2007 na Wayback Machine.
- 2CV ČechoMor
- 2CV Morava